# 須貝昇
須貝 昇（すがい のぼる、1949年10月16日 - ）は、東京都北区出身のプロゴルファー。

## 来歴
日大櫻丘高校卒業後の1968年に19歳でゴルフを始め、川越カントリークラブの研修生としてプロを目指し、1975年にプロテスト合格。
1979年の山梨プロアマでは初日に439mパー5の5番ホールでアルバトロスを記録し、金井清一・今井昌雪・榎本七郎と並んで新井規矩雄の2位タイでスタートした。
1985年から1994年まで9年連続シード選手として活躍し、1987年のサントリーオープンでは、倉本昌弘、ラリー・ネルソン（ アメリカ合衆国）ら強豪と競り合い13年目で初優勝を飾る。
1990年には、5月の中日クラウンズでスティーブ・ペート（アメリカ）をプレーオフで破って大会初優勝を果たしたほか、7月のよこはまオープンでは3日目に63をマークして真板潔と並んでの首位タイに浮上し、最終日には68をマークして優勝。10月のアサヒビール・ゴルフダイジェストでは最終日にコースレコードタイとなる9アンダーパー、62ストローク（10バーディー、1ボギー）をマーク、前日までの5ストローク差をひっくり返す大逆転で優勝し、賞金ランキングでも初の10傑入りとなる6位にランクインした。
シニア入りした2000年には藤田観光オープンでシニア初優勝して賞金ランク5位、2001年はキャッスルヒルオープンに優勝するなどして3位に入っている。
2002年には全英シニアオープンで初日の1番ホールでバーディを奪うなど4アンダーパー、67でトップに立ち、2日目も67で首位をキープ。最大で秒速20m以上の台風並みの強風が吹き荒れた3日目には、全英オープン5勝のトム・ワトソンが一緒の組で回って76を叩き、「コースに負けた」と力尽きるのをよそに73で回り、通算6アンダーパーで首位を堅持。ワトソンに「勝つにせよ、負けるにせよ、試合はもうミスター・スガイ次第」とまで言わしめるほどのプレーを見せつけ、2位に6打差をつけて最終日に臨んだ。この年が全英シニア3度目の出場で、前年は初日2位の好発進ながら27位に終わった苦い経験があった須貝は「去年よりいい成績、できればトップ10以内に入れればと考えていた」が、冷たい雨と風が吹く中でスコアを落とさず耐えしのいだ。同じく最終組でラウンドしたジョン・アーウィン（ カナダ）が16、17番で連続バーディを奪い、2打差に詰め寄ってきた。最終18番はアイアンでティショットを打つ安全策をとるもバンカーにつかまってしまったが、追う立場のアーウィンもトラブルに見舞われ、須貝が逃げ切る結果となった。結局、2位に2打差の3アンダーパーで1988年のゲーリー・プレーヤー（ 南アフリカ共和国）以来2人目となる完全優勝の快挙を果たした。アンダーパーが1人しかいないなど、最終日はスコアを落とす選手が続出状況であったが、須貝を含め日本人選手が大活躍。欧州シニアツアーで賞金ランクトップの海老原清治、日本から挑戦した高橋勝成の2人も揃って5位に入る活躍を見せ、現地では「日本人のためのような大会」とまで評されたほどであった。須貝もシニアの出場権が得られる50歳になる何年か前から、海外シニアツアーを目指して準備を始め、国内ツアーの予選会よりもそちらを優先したこともあるほどであった。その甲斐もあって、この全英シニアオープンには3回出場して18位、27位とまずまずの成績を挙げ、これをステップに優勝に結び付けた。須貝は優勝賞金79,000ユーロを獲得すると共に、この大会の終身出場権、更に欧州シニアツアーのメンバー資格を取得したほか、全米シニアオープン、全英オープンなどの出場権も手にした。日本ではHTBシニアでシニア通算4勝目を挙げ、2003年は10試合に出場してMKシニアの2位タイがベスト。
2004年は日欧の両シニアツアーに出場し、欧州シニアではジャージー・シニアクラシックの15位タイがベストで賞金ランク62位、日本のシニアは2試合に出場してファンケルシニアの31位タイで賞金ランク84位と振るわなかった。
2005年には癌と診断されて摘出手術を受けたが、その半年後に日本プロシニアで復帰。同年はその1試合の出場に終わったが、その後も試合に出場し続ける姿は癌と闘う人の大きな励みとなっている。
2006年は5試合に出場して、日本プロシニアの18位タイがベストであった。
2007年は7試合に出場して、PGA Handa Cupの13位タイがベストも予選落ちはなかった。
2009年には日本グランドシニア（60歳以上）で優勝し、シニアツアーでは日本プロシニア6位、ファンケルクラシック10位と2試合でベスト10入り、日本シニアオープンで予選落ちしたもののその他の試合も安定した成績を残し、2001年以来8年ぶりに賞金額（賞金ランク22位）によるシード復活を果たした。
2016年には金秀カップ沖縄オープン（スーパーシニアの部）で、3オーバー首位からスタートはすると、2バーディー・1ボギーの35で回り、2日間トップの座を守り続けて7年ぶりの優勝を決めた。降雨の影響によるコース整備のため、9ホール競技に短縮された。勝負は「短期決戦」となった第2ラウンドとなり、スタートホールで4選手ともにパーオンし、バーディーパットの距離は皆10メートル前後も全員タッチが合わず、バーディーパットを決められなかった。むしろパーパットを残してしまい、須貝を1打差で追っていた小川清二がパーパットを先に外した。須貝は7番ホールで3パットのボギーを打ったが、パー5ホールの12、18番ホールではバーディーパットを確実に沈めてスコアを伸ばしてのフィニッシュ。通算スコア2オーバーで2位以下に打差を着けたが、前日は強風、この日は雨上がりでぬかるんだコースコンディションであったため、須貝のトレードマークでもあるニッカボッカファッションが奏効。須貝は試合後に「風でパンツがバタつくこともなければ、雨の日は裾が濡れることなく、プレーに集中できるんですよ」と会心の笑みを浮かべながら、ファッションもスコアに直結することをアピールしたほか、「昔のゴルファーがどうしてニッカボッカ姿でプレーを楽しんでいたのかが、着てみるとわかりますよ。これからもこのスタイルを貫きます」と言い切った。

## 主な優勝

### レギュラー
- 1987年 - サントリーオープン
- 1988年 - アサヒビール大橋巨泉ゴルフ
- 1990年 - 国際招待ゴルフ・中日クラウンズ、アサヒビール・ゴルフダイジェストトーナメント、よこはまオープン、NISSANオールスターチャリティ

### シニア
- 2000年 - 藤田観光オープン
- 2001年 - キャッスルヒルオープン、アサヒ緑健カップTVQシニア
- 2002年 - アサヒ緑健カップHTBシニアクラシック
- 2009年 - 日本プログランドシニア
- 2016年 - 金秀シニア　沖縄オープン
- 2018年 - 金秀シニア　沖縄オープン

海外
- 2002年 - 全英シニアオープン